# Frédy Girardet
Pour les articles homonymes, voir Girardet.
Alfred Girardet, dit Frédy Girardet, né le 17 novembre 1936 à Lausanne, est un chef cuisinier. Il fut le chef du Restaurant de l’Hôtel de Ville à Crissier (Suisse). Il est considéré par ses pairs (comme Joël Robuchon) et les amateurs, comme l'un des plus grands noms de la gastronomie mondiale.

## Biographie
Après avoir terminé ses études de cuisinier en 1951, Girardet reprend le restaurant de son père à Crissier en 1965. 
Il obtient rapidement plusieurs récompenses professionnelles, parmi lesquelles la Clé d'or Gault-Millau en 1975, trois étoiles au Michelin, ou la note de 19,5 au Gault-Millau. 
En 1980, il reçoit la médaille du Mérite agricole français. 
En 1986, il entre également dans le Larousse.
En 1986 toujours, un panel international de 40 journalistes gastronomiques le porte au statut de « Meilleur chef du monde ». 
En 1987, il est fait chevalier des Arts et des Lettres. 
En 1989, Frédy Girardet est consacré « Cuisinier du siècle » par Gault et Millau, en même temps que Paul Bocuse, Joël Robuchon et Eckart Witzigmann.
Il reçoit aussi la médaille d'or de la ville de Lausanne.
Et en 1996, il est décoré officier de la Légion d'honneur.
En 1997, il remet son restaurant à Philippe Rochat, son chef de cuisine.

## Distinctions
- Chevalier de l'ordre du Mérite agricole (1980)
- Chevalier de l'ordre des Arts et des Lettres (1987)
- Officier de la Légion d'honneur (1996)

## Le créateur
« La Cuisine spontanée, sans doute faut-il avoir vu Fredy Girardet travailler dans sa cuisine pour saisir exactement le sens de cette expression et du titre de cet ouvrage. Girardet se joue avec une aisance fascinante des produits, des saveurs, des sauces et des garnitures, exactement comme un peintre joue avec les couleurs de sa palette selon l'inspiration du moment, avec une sorte de sens divinatoire qui lui met pratiquement à l'avance en bouche le goût final de ce qu'il est en train d'inventer ! C'est un don, bien sûr, que nous n'avons pas. C'est un don auquel cet ouvrage ne pouvait pas rendre justice, car eussions-nous pour chaque recette suggéré cinq ou dix variantes que, dès ces variantes réalisées et rédigées, il en eût inventé d'autres le lendemain... »

— Catherine Michel, La Cuisine spontanée, page 17, éd. Robert Laffont, 1982.

## Quelques créations
- Cassolette de truffes aux cardons
- Foie gras au pomerol et à la mignonnette de poivre
- Filet de rouget en écailles de courgette
- Les rognons Bolo (création de son père)
- L'aile de volaille au coulis de poireaux et à la truffe
- Soufflé aux fruits de la passion

## Publications
- La Cuisine spontanée : les recettes originales de Girardet, éditions Robert Laffont, 1982, 360 p. (ISBN 978-2221078884)
- Avec Catherine Michel (préf. Joël Robuchon), Émotions gourmandes, Éditions Favre, 2000, 205 p. (ISBN 978-2-8289-0569-9, présentation en ligne)
- avec Joël Robuchon, ABCDEFGHIJKLMNOPQRSTWXYZ